# 自衛隊インドネシア派遣 (2006年)
2006年の自衛隊インドネシア派遣（じえいたいインドネシアはけん）は、インドネシア共和国への国際緊急援助法に基づく自衛隊派遣。

## 概要
2006年5月27日、インドネシアのジャワ島南西部沖で地震が発生（ジャワ島中部地震）。国際緊急援助隊としてそれに伴う負傷者への医療活動、及び防疫を実施。
医療援助隊は3759名（外科1276名、内科2483名）を診療、4300m2の防疫を行った。

## 部隊
インドネシア国際緊急医療援助隊
陸上自衛隊第10師団を中心に150名で構成。隊長は上野栄1佐（第10後方支援連隊長兼春日井駐屯地司令）
インドネシア国際緊急援助空輸隊
航空自衛隊第1輸送航空隊を中心に構成。隊長は小林雅也3佐。C-130H輸送機2機を使用して陸自部隊の人員や器材を輸送。C-130HとU-4が1機ずつ予備機として日本で待機。

## 沿革
- 5月29日 - 防衛庁長官はインドネシア共和国への国際緊急援助隊の派遣に係る準備に関する長官指示を発出
- 5月30日 - 先遣チーム20名が成田国際空港から出国
- 5月31日 - 防衛庁長官はインドネシア共和国への国際緊急援助隊の派遣命令を発出[1]
- 6月1日 - インドネシア国際緊急医療援助隊が出国
- 6月2日 - インドネシア国際緊急医療援助隊が医療活動を開始。防衛庁長官はインドネシア共和国への国際緊急援助隊の派遣命令の変更命令を発出し、要員を100名追加。[2]
- 6月4日 - 第2派100名が中部国際空港から出国
- 6月13日 - 防衛庁長官はインドネシア共和国における国際緊急援助活動の終結命令を発出[3]
- 6月16日 - 医療活動を終了
- 6月21日 - 医療援助隊が帰国、空輸隊輸送機もインドネシアを出国し那覇基地に到着
- 6月22日 - 空輸隊輸送機が小牧基地へ